# Каземабад (Хомейн)
Каземабад (перс. كاظماباد) — село в Ірані, у дегестані Чагар-Чешме, у бахші Камаре, шагрестані Хомейн остану Марказі. За даними перепису 2006 року, його населення становило 166 осіб, що проживали у складі 42 сімей.

## Клімат
Середня річна температура становить 10,65 °C, середня максимальна – 29,56 °C, а середня мінімальна – -12,40 °C. Середня річна кількість опадів – 236 мм.
| Клімат поселення                              | Клімат поселення | Клімат поселення | Клімат поселення | Клімат поселення | Клімат поселення | Клімат поселення | Клімат поселення | Клімат поселення | Клімат поселення | Клімат поселення | Клімат поселення | Клімат поселення | Клімат поселення |
| Показник                                      | Січ.             | Лют.             | Бер.             | Квіт.            | Трав.            | Черв.            | Лип.             | Серп.            | Вер.             | Жовт.            | Лист.            | Груд.            |                  |
| Середній максимум, °C                         | 6,35             | 7,92             | 11,98            | 18,60            | 23,98            | 29,40            | 29,56            | 29,54            | 24,96            | 18,44            | 11,66            | 6,43             |                  |
| Середня температура, °C                       | −3,02            | −1,45            | 2,60             | 9,23             | 14,60            | 20,03            | 23,77            | 23,74            | 19,16            | 12,65            | 5,86             | 0,65             |                  |
| Середній мінімум, °C                          | −12,4            | −10,85           | −6,77            | −0,15            | 5,22             | 10,65            | 17,98            | 17,95            | 13,37            | 6,85             | 0,07             | −5,14            |                  |
| Норма опадів, мм                              | 37               | 37               | 45               | 31               | 22               | 3                | 2                | 1                | 0                | 6                | 21               | 31               |                  |
| Середньомісячна швидкість вітру, м/с          | 1.25             | 1.83             | 2.36             | 2.48             | 2.38             | 2.17             | 2.04             | 2.09             | 1.93             | 1.81             | 1.41             | 1.26             |                  |
| Середньомісячна сонячна радіація, кДж/м²·день | 10043            | 13063            | 15665            | 18842            | 22623            | 26884            | 25799            | 24336            | 21703            | 16299            | 11611            | 9595             |                  |
| --------------------------------------------- | ---------------- | ---------------- | ---------------- | ---------------- | ---------------- | ---------------- | ---------------- | ---------------- | ---------------- | ---------------- | ---------------- | ---------------- | ---------------- |
| Джерело:                                      |                  |                  |                  |                  |                  |                  |                  |                  |                  |                  |                  |                  |                  |